# José Hugo
José Hugo Sousa dos Santos, noto anche con lo pseudonimo di Zé Hugo (João Pessoa, 17 ottobre 1999), è un calciatore brasiliano, attaccante del Goiás in prestito dall'Azuriz.

## Carriera
José Hugo ha esordito fra i professionisti con il Farroupilha nel 2018, nella terza divisione del Campionato Gaúcho. È tornato nel suo Stato natale nel 2019, giocando per la squadra under 20 del Botafogo-PB, e ha rappresentato l'EC São Gabriel per un breve periodo nel 2020 prima di rimanere svincolato.
Nel 2021 si è unito al Nova Mutum, diventando parte integrante della squadra nel mese di giugno. divenuto titolare, ha rinnovato il contratto il 29 novembre, ma è stato ceduto all'Azuriz il 18 gennaio 2022.
Il 9 aprile seguente ha rinnovato il proprio contratto fino a dicembre 2024 e Quattro giorni dopo è passato in prestito al Coritiba, squadra di Série A, fino alla fine dell'anno. Ha esordito nella massima serie del calcio brasiliano il 15 maggio 2022, nella vittoria casalinga per 1-0 contro l'América-MG.
L'8 gennaio 2023 è passato in prestito al Santo André per disputare il Campionato Paulista. Il 23 marzo è stato prestato al Vitória.

## Statistiche

### Presenze e reti nei club
Statistiche aggiornate al 3 giugno 2023.
| Stagione        | Squadra         | Campionato      | Campionato | Campionato | Coppe nazionali | Coppe nazionali | Coppe nazionali | Coppe continentali | Coppe continentali | Coppe continentali | Altre coppe | Altre coppe | Altre coppe | Totale | Totale | Totale |
| Stagione        | Squadra         | Comp            | Pres       | Reti       | Comp            | Pres            | Reti            | Comp               | Pres               | Reti               | Comp        | Pres        | Reti        | Pres   | Reti   |        |
| --------------- | --------------- | --------------- | ---------- | ---------- | --------------- | --------------- | --------------- | ------------------ | ------------------ | ------------------ | ----------- | ----------- | ----------- | ------ | ------ | ------ |
| 2018            | Farroupilha     | TD/RS           | 12         | 0          |                 | -               | -               |                    | -                  | -                  | FGF         | 7           | 2           | 19     | 2      |        |
| 2020            | EC São Gabriel  | SD/RS           | 3          | 1          |                 | -               | -               |                    | -                  | -                  |             | -           | -           | 3      | 1      |        |
| 2021            | Nova Mutum      | PD/MT+D         | 6+16       | 1+2        |                 | -               | -               |                    | -                  | -                  | CV          | 5           | 0           | 27     | 3      |        |
| 2022            | Azuriz          | A1/PR           | 8          | 1          | CB              | 2               | 0               |                    | -                  | -                  |             | -           | -           | 10     | 1      |        |
| 2022            | Coritiba        | A1/PR+A         | 0+13       | 1          | CB              | 0               | 0               |                    | -                  | -                  |             | -           | -           | 13     | 1      |        |
| 2023            | Santo André     | A1/SP           | 13         | 1          |                 | -               | -               |                    | -                  | -                  |             | -           | -           | 13     | 1      |        |
| 2023            | Vitória         | B               | 7          | 2          |                 | -               | -               |                    | -                  | -                  |             | -           | -           | 7      | 2      |        |
| Totale carriera | Totale carriera | Totale carriera | 78         | 9          |                 | 2               | 0               |                    | -                  | -                  |             | 12          | 2           | 92     | 11     |        |

## Palmarès

### Competizioni nazionali
- Campeonato Brasileiro Série B: 1

Vitória: 2023

### Competizioni statali
- Campionato Baiano: 1

Vitória: 2024